# فرهاد تاجييف
فارهاد توجيييف (بالإنجليزية: Farhod Tojiyev)‏ (مواليد 9 أبريل 1986 في الاتحاد السوفييتي) لاعب كرة قدم أوزبكستاني دولي يجيد اللعب في خط الهجوم . يلعب حاليا لصالح نادي تيانجين تيدا الصيني منذ 2010 .

## روابط خارجية
- فرهاد تاجييف على موقع الاتحاد الدولي (مؤرشف)  (الإنجليزية)
- فرهاد تاجييف على موقع قاعدة بيانات كرة القدم.إي يو (الإنجليزية)
- فرهاد تاجييف على موقع ناشيونال فوتبول تيمز (الإنجليزية)
- فرهاد تاجييف على موقع Soccerway.com (الإنجليزية)
- فرهاد تاجييف على موقع كووورة